# Franse presidentsverkiezingen 1974
De Franse presidentsverkiezingen 1974 waren de vierde presidentsverkiezingen tijdens de Vijfde Franse Republiek. De verkiezingen werden eerder dan gepland uitgeschreven na de dood van regerend president Georges Pompidou op 2 april 1974. Valéry Giscard d'Estaing werd bij deze verkiezingen gekozen als president van Frankrijk. 
Op 19 mei 1974 moesten de Fransen kiezen tussen de Valéry Giscard d'Estaing en François Mitterrand. Zij behaalden de meeste stemmen in de eerste ronde. Deze eerste ronde vond plaats op 5 mei 1974, er deden in totaal twaalf kandidaten mee. De helft van de kandidaten behaalden ieder minder dan 1% van de stemmen; onder hen bevond zich ook Jean-Marie Le Pen die dit jaar voor het eerst meedeed aan de presidentsverkiezingen. 
De opkomst in 1974 - zowel in de eerste als in de tweede ronde - is de hoogste opkomst bij de Franse presidentsverkiezingen. In die eerste ronde won François Mitterrand 43,25% van de stemmen, Valéry Giscard d'Estaing kreeg 32,60% van de stemmen. Verder behaalde Jacques Chaban-Delmas 15,11%, Jean Royer 3,17%, Arlette Laguiller 2,33% en René Dumont 1,32% van de stemmen. De overige zes kandidaten behaalden ieder minder dan 1% van de stemmen. 

## Kiessysteem
Uitgangspunt van de verkiezingen is, dat in één ronde een kandidaat de meerderheid van de stemmen krijgt. Omdat het normaal gesproken nooit gebeurt dat van de vele kandidaten er een in één keer de meerderheid krijgt, moet er een tweede ronde worden gehouden tussen de twee kandidaten die in de eerste ronde de meeste stemmen hebben gekregen.

## Uitslag eerste ronde
Volgens de officiële uitslag hadden François Mitterrand en Valéry Giscard d'Estaing op 5 mei 1974 de meeste stemmen gekregen, zodat zij het tegen elkaar opnamen in de tweede ronde. Deze vond plaats op 19 mei 1974.
| Kandidaat                | Partij                                         | Stemmen    | %      |
| ------------------------ | ---------------------------------------------- | ---------- | ------ |
| François Mitterrand      | Union de la gauche                             | 11.044.373 | 43,25% |
| Valéry Giscard d'Estaing | Républcains indépendants                       | 8.326.774  | 32,60% |
| Jacques Chaban-Delmas    | Union des démocrates pour la République        | 3.857.728  | 15,11% |
| Jean Royer               | Onafhankelijke kandidaat (rechts-conservatief) | 810.540    | 3,17%  |
| Arlette Laguiller        | Lutte Ouvrière                                 | 595.247    | 2,33%  |
| René Dumont              | Onafhankelijk (groenen)                        | 337.800    | 1,32%  |
| Jean-Marie Le Pen        | Front National (Frankrijk)                     | 190.921    | 0,75%  |
| Émile Muller             | Mouvement démocrate-socialiste de France       | 176.279    | 0,69%  |
| Alain Krivine            | Front communiste révolutionnaire               | 93.390     | 0,37%  |
| Bertrand Renouvin        | Nouvelle Action royaliste                      | 43.722     | 0,17%  |
| Jean-Claude Sebag        | Mouvement fédéraliste européen                 | 42.007     | 0,16%  |
| Guy Héraud               | Fédéraliste européen                           | 19.255     | 0,08%  |
| Totaal (opkomst 84,23%)  |                                                | 25.775.743 | 100%   |

## Uitslag tweede ronde
In de tweede ronde op 19 mei 1974 behaalde Valéry Giscard d'Estaing de overwinning met 50,81% van de stemmen tegen 49,19% voor François Mitterrand. Daarmee werd Giscard d'Estaing gekozen als president van Frankrijk.
| Kandidaat                | Partij                    | Stemmen    | %      |
| ------------------------ | ------------------------- | ---------- | ------ |
| Valéry Giscard d'Estaing | Républicains indépendants | 13.396.203 | 50,81% |
| François Mitterrand      | Union de la gauche        | 12.971.604 | 49,19% |
| Totaal (opkomst 87,33%)  |                           | 26.724.595 | 100%   |